# Coleophora gymnocarpella
Coleophora gymnocarpella é uma espécie de mariposa do gênero Coleophora pertencente à família Coleophoridae.